# Oberon (Wieland)

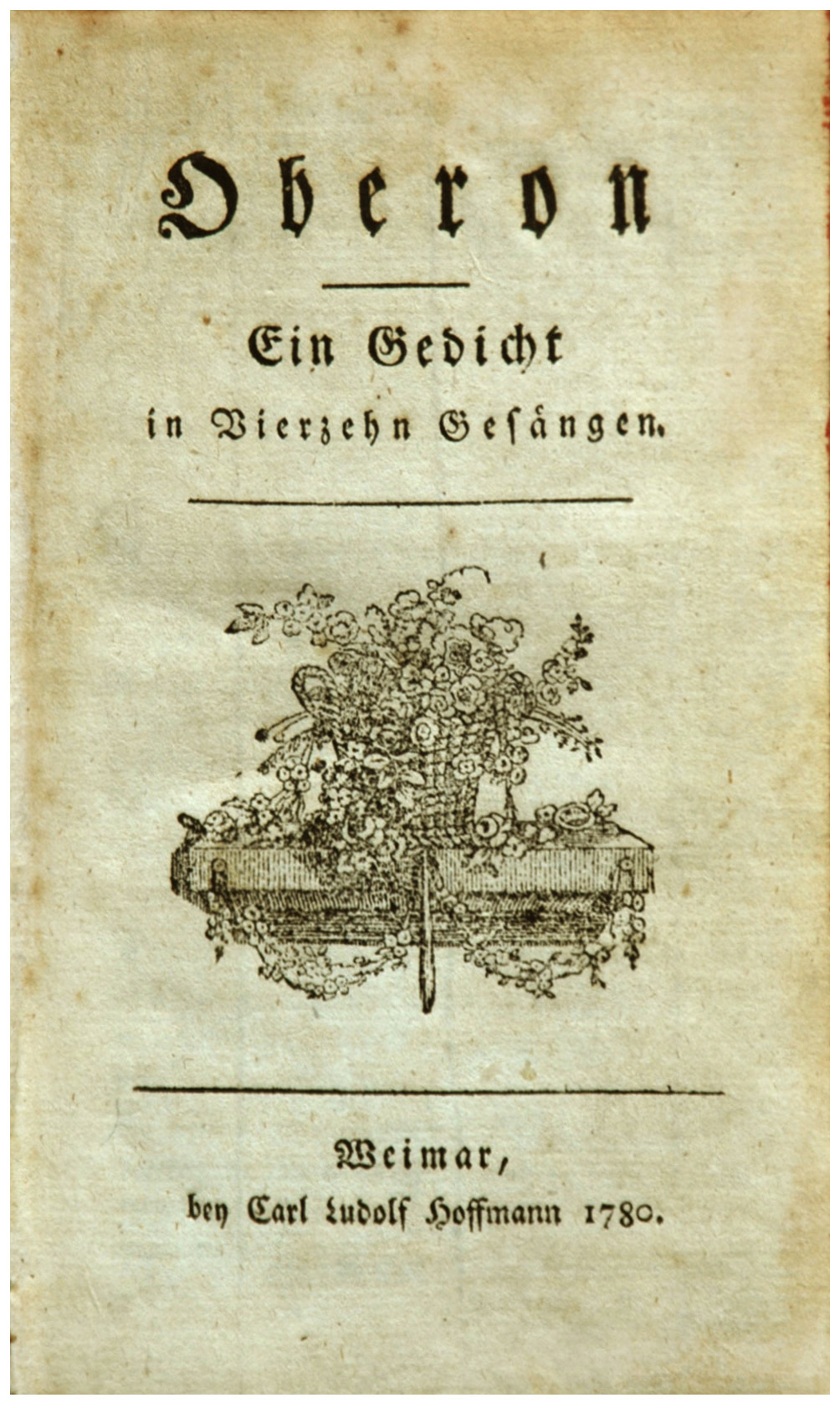
Titelblatt des Erstdrucks, hier noch ohne Nennung des Autors

Oberon ist ein Versepos von Christoph Martin Wieland, das 1780 zum ersten Mal erschien. Es ist an die mythologische Figur des gleichnamigen Elfenkönigs angelehnt. Das Epos wurde insgesamt siebenmal überarbeitet, bis es 1796 seine endgültige Gestalt fand. Es hatte großen Einfluss auf zahlreiche musikalische und dichterische Werke jener Zeit, darunter Schillers Don Karlos, Goethes Faust II und Mozarts Zauberflöte. Carl Maria von Weber verwendete den Stoff in seiner letzten Oper Oberon von 1826.

## Handlung
Hüon von Bordeaux erschlägt den Sohn Karls des Großen, woraufhin ihn dieser aus seinem Reich verbannt. Seine Rückkehr ist an eine Bedingung geknüpft: Er soll dem Kalifen von Bagdad eine Handvoll Barthaare und vier Backenzähne abnehmen, dessen Tochter dreimal küssen und den Mann zu seiner Linken töten.
Hüon begibt sich auf die Reise und trifft auf Scherasmin, einen ehemaligen Gefolgsmann seines verstorbenen Vaters, der ihm als treuer Begleiter dient.
Der Elfenkönig Oberon und seine Gattin Titania streiten. Titania will sich erst versöhnen, wenn Oberon ein Liebespaar findet, das sich allen Widerständen zum Trotz treu bleibt. Er erwählt Hüon und Rezia, die Tochter des Kalifen, als Prüfungspaar und überreicht Hüon ein verzaubertes Horn. Im Traum zeigt er Rezia das Bild des Ritters, während Hüon von Rezia träumt.
Kurz vor Bagdad rettet Hüon den Prinzen Babekan vor einem Löwen. Doch anstatt dankbar zu sein, beschimpft Babekan ihn und die Christenheit. Der Kalif hat angeordnet, dass Rezia Babekan heiraten soll. Als Hüon in den Thronsaal stürmt, tötet er Babekan, der zur Linken des Kalifen sitzt. Er küsst Rezia dreimal und entkommt mit ihr und seinem Begleiter dank des verzauberten Horns, das die Gegner zum Tanzen zwingt. Gemeinsam mit Scherasmin und Rezias Dienerin Fatme fliehen sie zur Küste.
Auf der Schiffsreise brechen Hüon und Rezia das Keuschheitsgelübde, woraufhin Oberon einen Sturm entfesselt. Sie werden getrennt und auf eine einsame Insel gespült. Rezia bringt dort, unter Titanias Beistand, ihr Kind zur Welt, wird jedoch bald von Piraten entführt. Hüon folgt ihr, während Titania das Kind behält.
Hüon und Rezia werden als Sklaven an den Sultan von Marokko verkauft und treffen dort wieder auf Scherasmin und Fatme. Die vernachlässigte Lieblingsfrau des Sultans versucht Hüon zu verführen, was dieser jedoch ablehnt. Rezia wird vom Sultan selbst bedrängt, widersteht ihm aber. Daraufhin ordnet er ihre Hinrichtung an.
Oberon greift nun ein, befreit das Paar, gibt ihnen ihr Kind zurück und versöhnt sich mit Titania. Hüon und Rezia kehren nach Frankreich zurück, wo sie vom Kaiser freudig empfangen werden. Auch Scherasmin und Fatme heiraten.